# 原蒙古人種
原蒙古人種，是蒙古人種一個子類型，由日本學者植原和郎和尾本惠市提出。原蒙古人種保留了蒙古人種早期型態，不同於新蒙古人種的寒冷適應特點。

## 分布
日本北海道的阿伊努人，被認為是典型的原蒙古人種。他們的祖先繩文人是日本原住民，在公元前8-公元前3世紀與遷入的彌生人混血產生了日本人，而被驅逐的繩文人則成為阿伊努人和琉球人。
原蒙古人種主要分布於中國南方(稀少)、東南亞、日本（沖繩和北海道）、尼泊爾、不丹、孟加拉國、印度東部和印度東北部、斯里蘭卡、馬達加斯加、玻里尼西亞、密克羅尼西亞和印第安人。该人种通常具备部分高加索人种特征，被称之为伪高加索人种特征（Pseudo-Caucasoid），部分该人种个体呈现出伪地中海人种特征（Pseudo-Mediterranean）和伪闪米特人种（Pseudo-Semitic）特征。这些特征可能与类似环境影响，类似人种形态元素的结合及趋同演化有关。
涵盖的人群：
- 阿伊努人
- 琉球族
- 部分大和族
- 台湾原住民
- 部分南方汉族
- 部分京族
- 缅族
- 高棉族
- 孟族
- 泰族
- 马来族
- 亚齐人
- 武吉斯人
- 爪哇族
- 尼泊尔人
- 不丹人
- 印度东部与印度东北部阿萨姆邦的一些民族（如卡尔比族（英语：Karbi people）和米幸族（英语：Mising people）），喜马拉雅山脉边境地区诸民族
- 少部分孟加拉人
- 少部分斯里兰卡人
- 部分马达加斯加人
- 波利尼西亚人
- 密克罗尼西亚人
- 印第安人

## 特點
原蒙古人種身高相對較矮，深眼窝、雙眼皮、较窄直的鼻梁、較多體毛和頭髮呈波浪型。
屬於原蒙古人種的阿伊努人一度被認為是高加索人種，因為他們與大和人相比之下具有不同的特征，如突出的五官和厚重的頭髮。这些特征被認為是“伪高加索人種特征”（Pseudo-Caucasoid）。然而，這些特點并不只限于高加索人種的特征，而是除了新蒙古人種之外的所有人類的種族特點。最近的遺傳研究顯示，原蒙古人種最親近的親屬是新蒙古人種，其祖先和新蒙古人種在現在之前數万年分裂了。